# Jliboka
Jliboka (en ucraniano: Глибока, romanizado: Hlyboka) es un pueblo ucraniano perteneciente al óblast de Chernivtsí. Situado en el oeste del país, es parte del raión de Chernivtsí y centro del municipio (hromada) homónimo.

## Toponimia
En todos los idiomas de importancia local, la localidad se conoce con el nombre de Glibokaya (en ruso: Глыбокая; en alemán: Hliboka) o Adancata (en rumano: Adâncata).

## Geografía
Jliboka se encuentra al sur del río Prut, 23 km al sur de Chernivtsí, en la región histórica de Bucovina.

## Historia
La primera mención documental de la ciudad se remonta a 1438 y perteneció al principado de Moldavia.
Después de que Bucovina fuera ocupada por el Imperio austríaco en 1774 hacia el final de la guerra ruso-turca (1768-1774), esto se confirmó en el tratado de Küçük Kaynarca en 1775, oficialmente como agradecimiento por los “servicios de mediación” de Austria entre los oponentes de la guerra. Como resultado, Jliboka pasó a formar parte de Austria, primero en el reino de Galitzia y Lodomeria, y desde 1849 en la recién fundada tierra de la corona del ducado de Bucovina. En 1866 el lugar recibió una conexión ferroviaria en la línea Lemberg-Czernowitz del ferrocarril Lemberg-Czernowitz-Jassy y el 30 de noviembre de 1886 se inauguró el ferrocarril local Hliboka-Berhometh am Sereth, que tenía su punto final aquí. Desde 1857, al asentamiento existente han llegado colonos alemanes de otras colonias de Galitzia y Bucovina; gran parte de las tierras de Jliboka eran propiedad de familias nobles polacas: hasta 1892 del príncipe Adam Sapieha, luego de Bronislaw Skibniewski (1830-1904) y más tarde de su hijo Aleksander Skibniewski (1868-1942).
Después de la Primera Guerra Mundial, Bucovina pasó a formar parte del reino de Rumania y Hliboka se convirtió en una ciudad fronteriza con Polonia. 
En junio de 1940, Jliboka fue ocupada por el Ejército Rojo, junto con el norte de Bucovina y Besarabia, tras el pacto Ribbentrop-Mólotov. En noviembre de 1940 Jliboka recibió el estatus de ciudad, se creó el raión de Novosélitsia y  se convirtió en un centro regional. Después del inicio de la Segunda Guerra Mundial, Jliboka fue ocupada por tropas germano-rumanas y desde julio de 1941 hasta marzo de 1944 formó parte del reino de Rumania.
En 1956 Jliboka fue elevado a la categoría de asentamiento de tipo urbano, convirtiéndose en la sede del recién creado raión de Jliboka.
Hasta el 18 de julio de 2020, Jliboka sirvió como centro administrativo del raión de Jliboka. El raión fue abolido en julio de 2020 como parte de la reforma administrativa de Ucrania, que redujo el número de raiones del óblast de Chernivtsí a tres. El raión de Jliboka se fusionó con el raión de Chernivtsí.En 2023, Jliboka perdió el estatus de asentamiento de tipo urbano debido a la eliminación de este estatus administrativo.

## Demografía
La evolución de la población de Jliboka entre 1930 y 2022 fue la siguiente:
| 5413                                                          | 4500 | 9352 | 9302 | 9465 | 9226 |
| (Fuente: Cities & Towns of Ukraine y UKRAINE: Größere Städte) |      |      |      |      |      |

Según el censo de 2001, la lengua materna de la mayoría de los habitantes, el 84,64%, es el ucraniano; el 12,16%, el rumano; del 2,97%, el ruso.
En el censo de 1930, el 57,15% de los habitantes eran rumanos; el 21,79%, rutenos; 8,93%, alemanes; el 6,38%, polacos; el 4,32%, judíos; y rusos, el 1,39%. En cuanto a la religión, el 70,2% de la población eran ortodoxos; el 9,85%, católicos romanos; el 8,12% eran católicos bizantinos; el 7% eran luteranos; y el 4,83%, judíos.

## Infraestructura

### Arquitectura, monumentos y lugares de interés
En Hliboka se encontraba el palacio de los príncipes Skibniewski, que eran propietarios de la mayor parte de las tierras de la comuna. En la actualidad el edificio es el hospital infantil del distrito.

## Galería

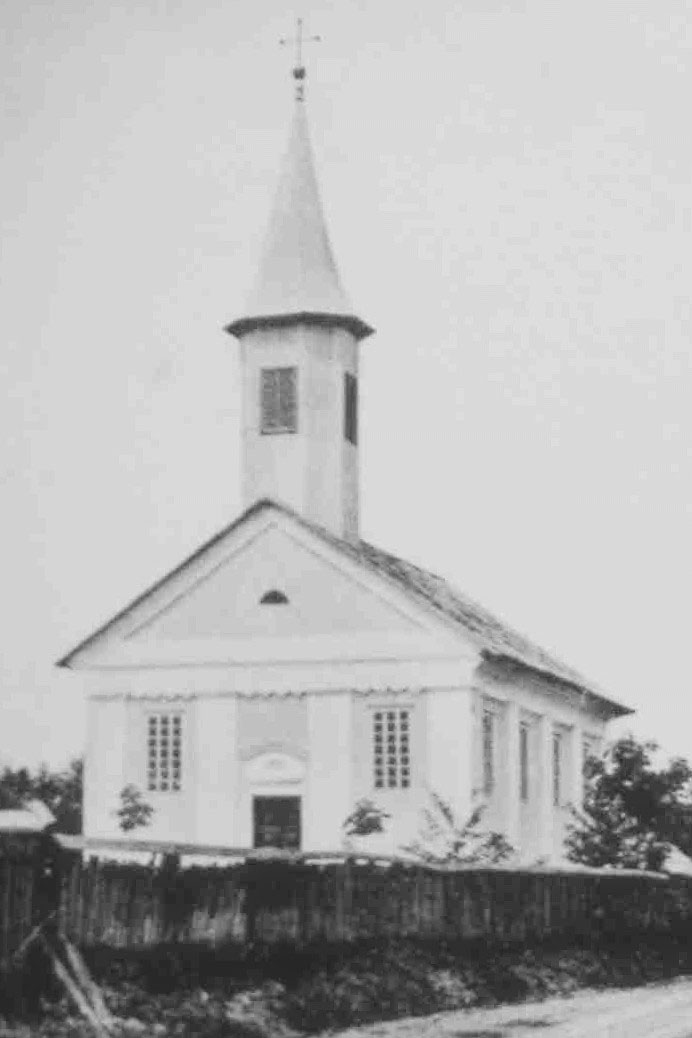
Antigua iglesia luterana
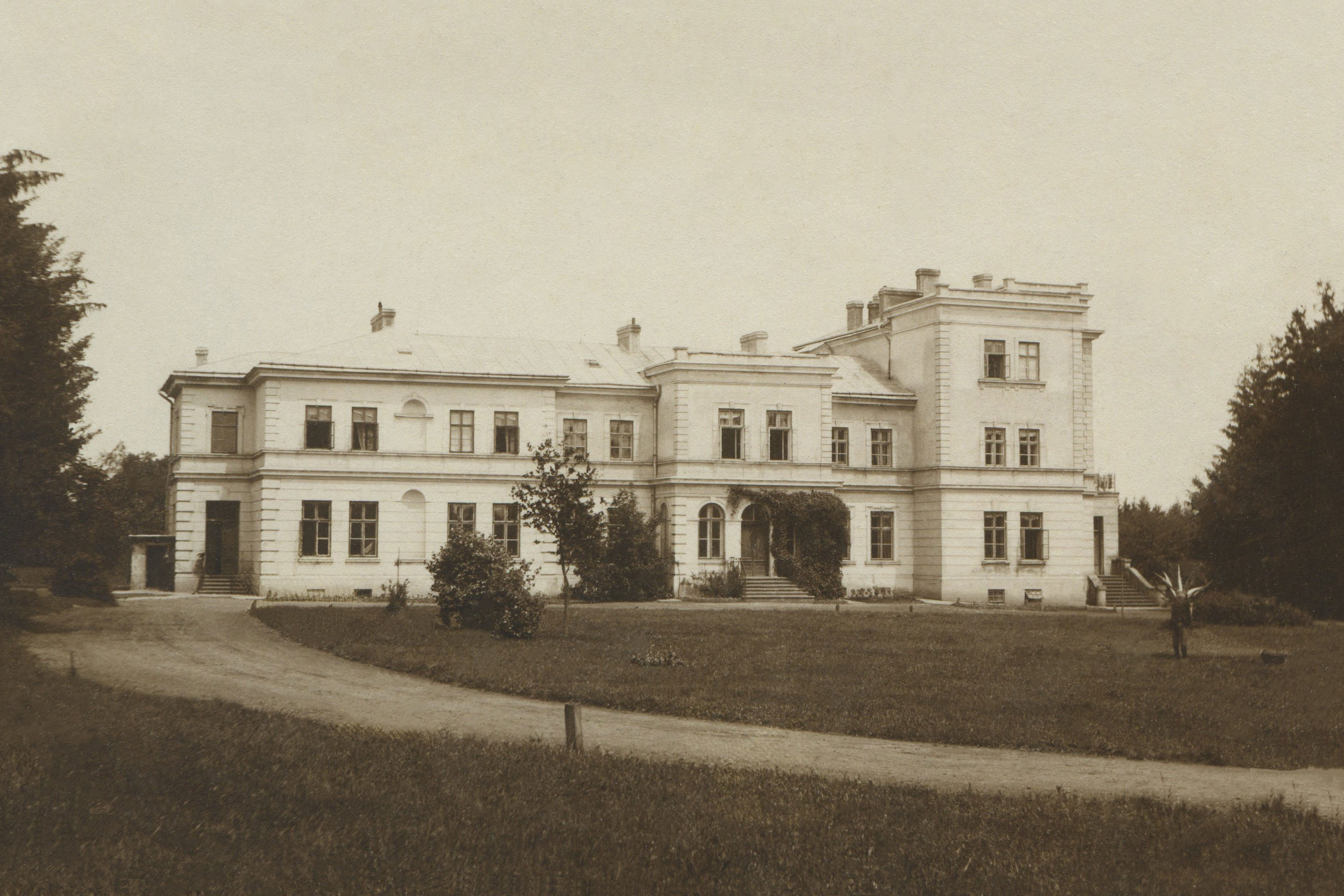
Palacio Skibniewski en 1925
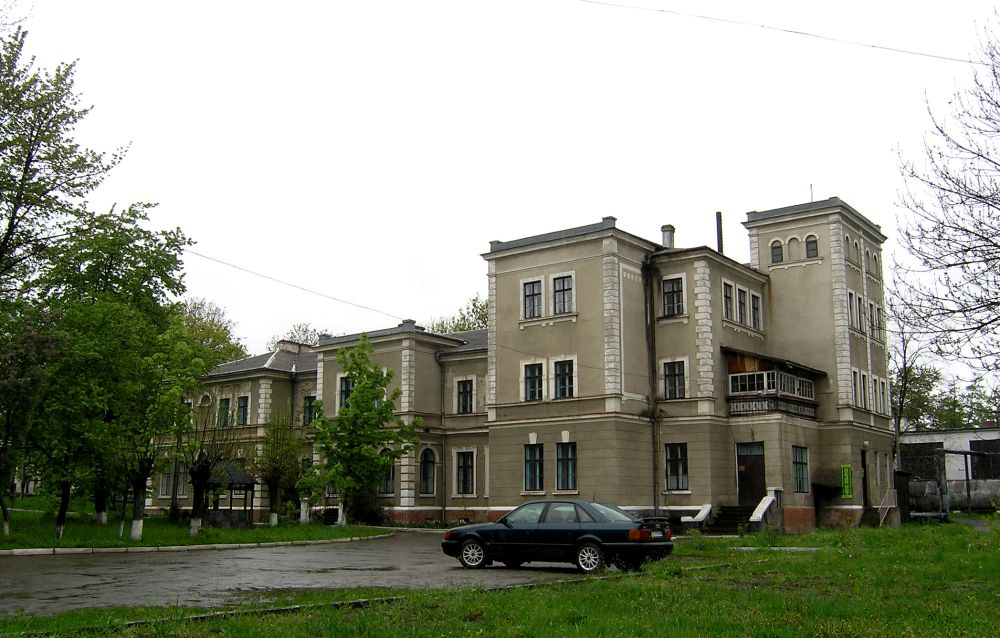
Palacio Skibniewski en 2008
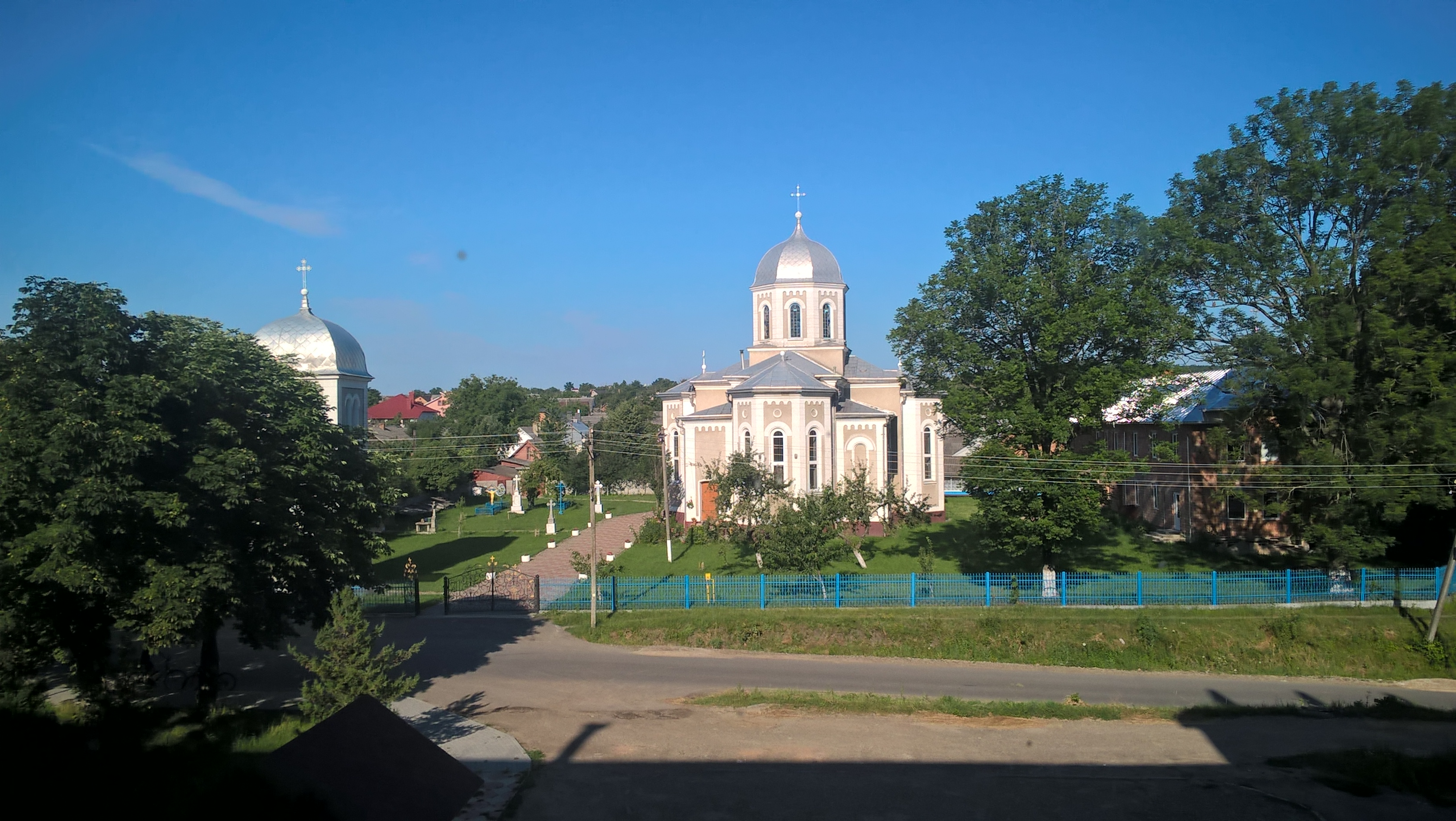
Iglesia ortodoxa de la Intercesión de la Santísima Virgen
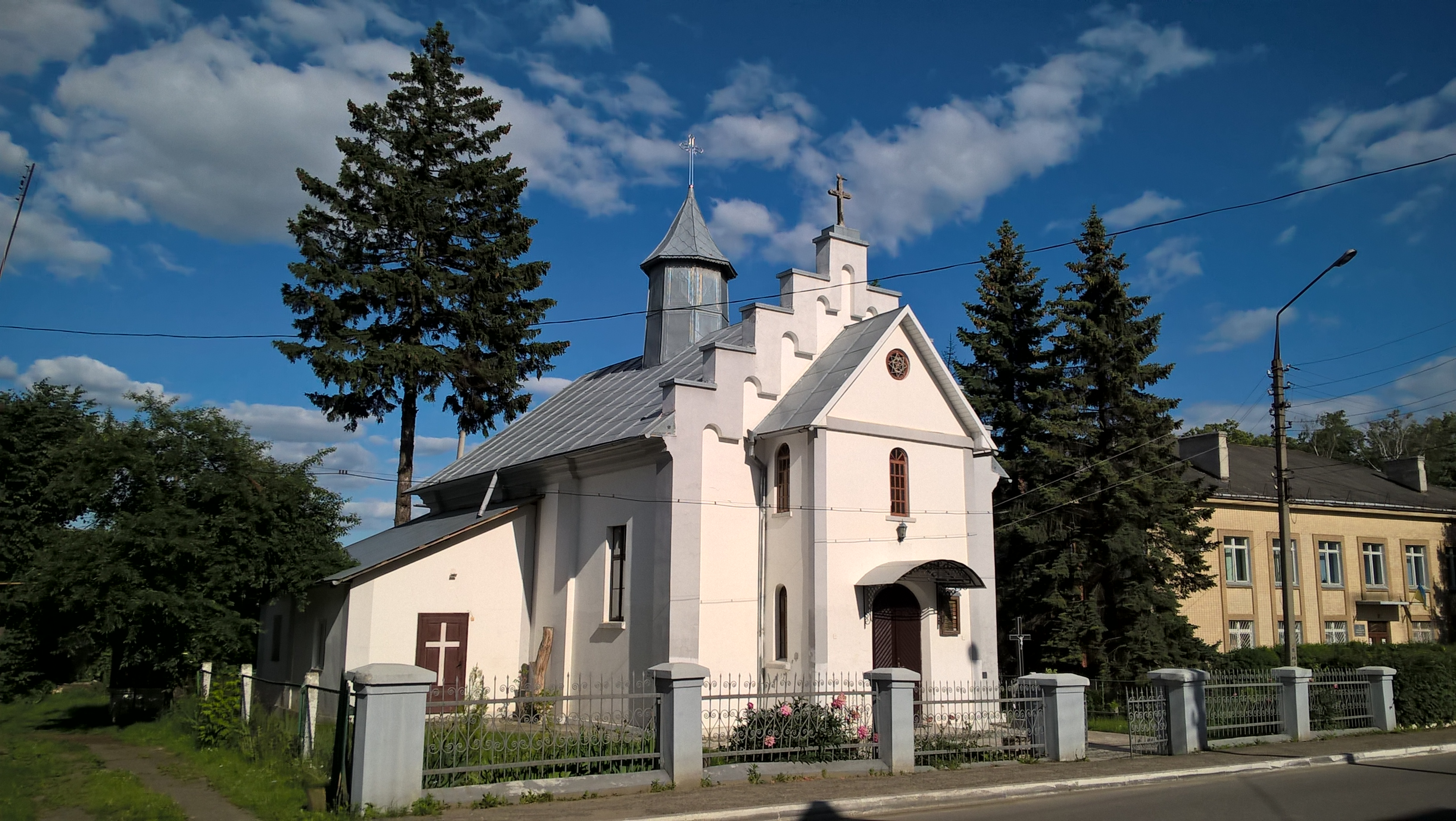
Iglesia católica de Jliboka

## Ciudades hermanadas
- Piatra Neamț, Rumania.[13]